# Andrzej Kamiński (fotograf)
Andrzej Kamiński (ur. 6 października 1940 w Toruniu) – polski artysta fotograf, fotoreporter. Członek rzeczywisty i Artysta Fotoklubu Rzeczypospolitej Polskiej Stowarzyszenia Twórców (AFRP). Członek Toruńskiego Towarzystwa Fotograficznego. Członek Stowarzyszenia Dziennikarzy Polskich.

## Życiorys
Andrzej Kamiński związany z toruńskim środowiskiem fotograficznym, rodowity torunianin, mieszka, pracuje i tworzy w Toruniu – fotografuje od początku lat 60. XX wieku. W 1964 roku został członkiem Toruńskiego Towarzystwa Fotograficznego, w którego pracach aktywnie uczestniczył do 1978 roku. W latach 1983–1985 był  współpracownikiem Centralnej Agencji Fotograficznej, jako fotoreporter współpracował z redakcjami Kuriera Polskiego i Gazety Toruńskiej. Od 1967 roku współpracował z regionalnym toruńskim dziennikiem Nowości – w 1974 roku został etatowym fotoreporterem czasopisma. Wiele fotografii Andrzeja Kamińskiego publikowano w innych polskich oraz zagranicznych czasopismach, książkach, albumach fotograficznych. Szczególne miejsce w jego twórczości zajmuje fotografia sportowa, fotografia reportażowa, fotografia krajobrazowa, krajoznawcza oraz fotografia portretowa. 
Andrzej Kamiński jest autorem i współautorem wielu wystaw fotograficznych; indywidualnych oraz zbiorowych. Został przyjęty w poczet członków Fotoklubu Rzeczypospolitej Polskiej Stowarzyszenia Twórców. Decyzją Komisji Kwalifikacji Zawodowych Fotoklubu RP, otrzymał dyplom potwierdzający kwalifikacje do wykonywania zawodu artysty fotografa, fotografika (legitymacja nr 208). Jego prace zaprezentowano w Almanachu (1995–2017), wydanym przez Fotoklub Rzeczypospolitej Polskiej Stowarzyszenie Twórców. W 2017 roku Muzeum Okręgowe w Toruniu wydało album Toruń w obiektywie fotoreportera 1960–2000, z fotografiami Andrzeja Kamińskiego. W albumie opublikowano około 400 fotografii przedstawiających Toruń w latach 1960–2000.

## Publikacje (albumy)
- Almanach (1995–2017) – współautor zdjęć[9]
- 80 lat toruńskiego Pomorzanina (2015) – autor zdjęć[13]
- Toruń w obiektywie fotoreportera 1960–2000 (2017) – autor zdjęć[11][12][14]